# Уайкомико (округ)
Округ Уайко́мико (англ. Wicomico County) — округ на Восточном берегу штата Мэриленд. В некоторых русскоязычных источниках встречается транскрипция Викомико, которая не соответствует местному произношению.
Административный центр округа (county seat) — город Солсбери, основной коммерческий центр полуострова Делмарва. Округ Вайкомико граничит с Делавэром на северо-востоке, округом Вустер на юго-востоке, округом Сомерсет на юго-западе, округом Дорчестер на северо-западе и Чесапикским заливом на западе. В 2000, в округе проживало 84 644 человека. Назван в честь одноименной реки, название которой происходит от выражения wicko mekee на языке индейцев Ленапе, что значит «место, где построены дома» (возможно, речь идет об индейской деревне).